# 扁嘴海雀
扁嘴海雀（学名：Synthliboramphus antiquus）又名扁嘴海雀，为海雀科扁嘴海雀屬的鸟类。分布于世界各地，包括中国青岛、大连、上海、广东沿海等地。该物种的模式产地在西伯利亚。
英語名稱「murrelet」是「murre」的縮小形式，這個詞的起源不明，但可能模仿崖海鴉的叫聲。 扁嘴海雀之所以被稱為「古老」，是因為它們的背部呈灰色，像老人披著的披肩。

## 分類
扁嘴海雀最早在1789年由德國博物學家約翰·弗里德里希·格梅林在他修訂並擴展的卡爾·林奈的自然系統中正式描述。他將其與海雀一起歸入海雀屬（Alca），並創造了雙名Alca antiqua。 格梅林的描述基於1785年英國鳥類學家約翰·萊瑟姆和威爾士博物學家托馬斯·潘南特所描述的「扁嘴海雀」。這兩位作者都提到了一個標本在萊弗里安博物館中，並指出其來自北美西部、千島群島和堪察加半島。 扁嘴海雀現在是五種被歸入1837年由德國出生的博物學家約翰·弗里德里希·馮·勃蘭特所引入的扁嘴海雀屬（Synthliboramphus）中的一種。 屬名結合了古希臘語sunthlibō意為「壓縮」與rhamphos意為「喙」。種小名antiquus是拉丁語，意為「古老」。
目前認可有兩個亞種:
- S. a. antiquus （Gmelin, JF, 1789） – 東北亞洲、阿留申群島到加拿大西部
- S. a. microrhynchos – Stepanyan, 1972 – 科曼多爾群島（俄羅斯東部）

## 描述
這種小型海雀的頭部、喉部和後頸部呈黑色，背部灰色，下部白色。黃色的喙短而粗壯，尾部小而圓，呈黑色。夏季成鳥有白色頭部條紋，顯得蒼老，因此得名英文名稱。其他羽毛顏色相似，但沒有頭冠條紋，喉部也沒有黑色。
扁嘴海雀在飛行時，左右側傾的程度比其他小型海雀更大。牠們的翅膀較短，因此飛行時拍打翅膀的速度較快。
測量數據:
- 長度: 7.9—9.4英寸（20—24 cm）
- 重量: 5.4—8.8 oz（150—250 g）
- 翼展: 17.7—18.1英寸（45—46 cm）

## 分佈與棲地
牠們繁殖於黃海（中國附近的島嶼），經由俄羅斯太平洋沿岸及阿留申群島，到達卑詩省的海達瓜依群島，約佔全球種群的半數。
一些扁嘴海雀會遷徙8,000（5,000英里），從加拿大到日本和中國過冬，儘管兩地的氣候相似。這是唯一已知會跨越整個北太平洋的鳥類。牠們於二月開始返程，每天飛行四到五小時。基因證據顯示此物種起源於亞洲，並且最近才殖民北美，因此其遷徙將牠們帶回了原本的故鄉。 2007年，在奧林匹克半島附近的調查中發現了前所未有數量的帶幼鳥的扁嘴海雀，強烈暗示了當地的繁殖活動。
然而，其他扁嘴海雀在冬季會飛往南方，遠至加利福尼亞，並且有少數鳥類因秋季風暴而被發現於北美內陸。這種相對短距離太平洋遷徙的最驚人紀錄是一隻鳥於1990年春天在英格蘭德文郡的蘭迪島被發現。 更驚人的是，推測是同一隻鳥的個體在接下來的兩個春季也回到了這個英國島嶼。 2021年在芬蘭也觀察到扁嘴海雀的蹤跡。

## 行為

### 飲食與覓食
像其他海雀一樣，扁嘴海雀通過在水下游泳並利用翅膀推進來覓食。牠們的飲食內容所知不多。冬季主要以甲殼類動物為食，而夏季則同時捕食小型魚類和甲殼類動物。根據穩定同位素分析，牠們在海達瓜依的飲食似乎主要由小型中層帶魚類組成。

### 繁殖

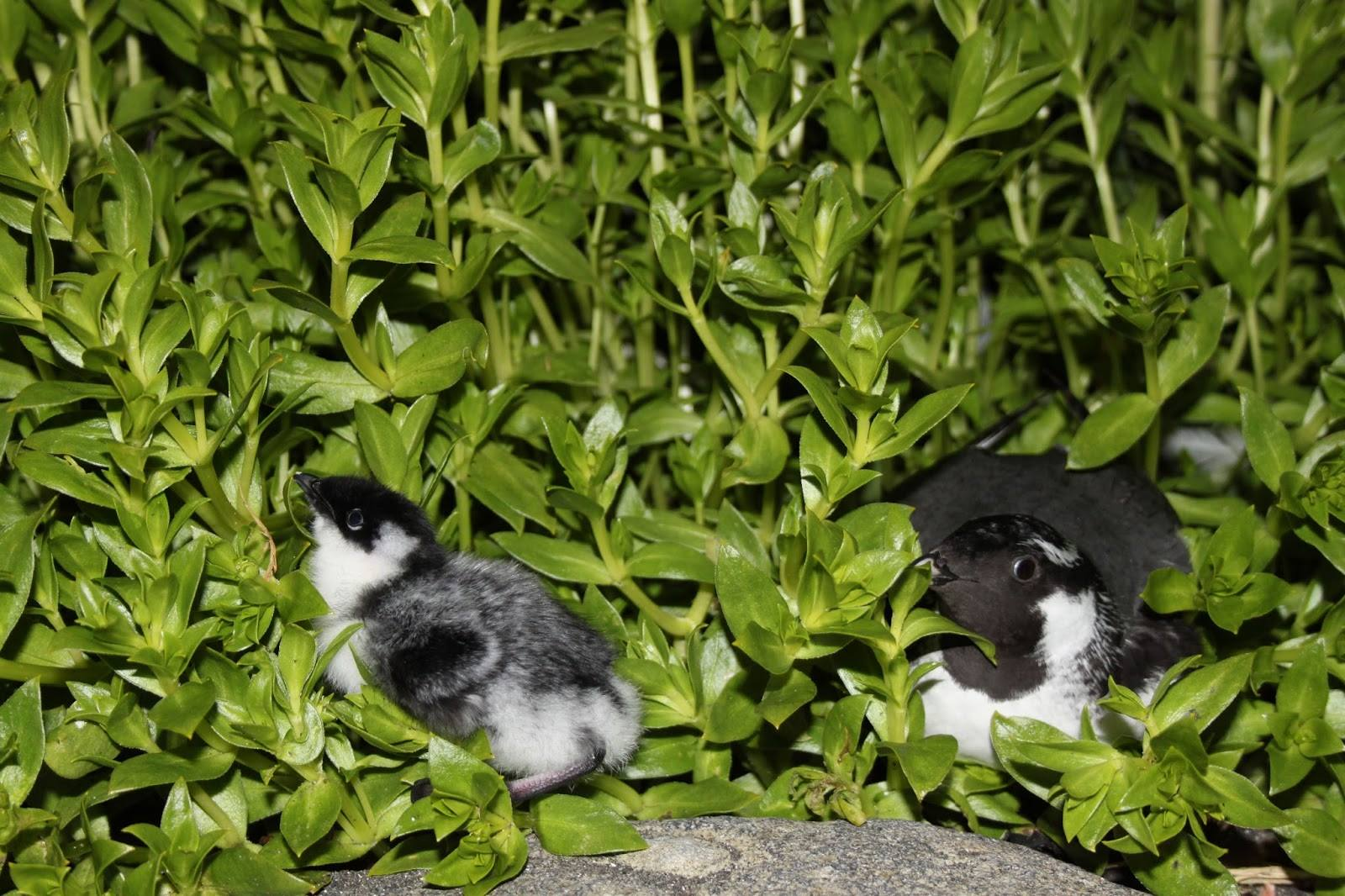
成鳥和雛鳥， 阿拉斯加海上國家野生動物保護區

扁嘴海雀在北太平洋的島嶼上築巢成群落，主要在北美海岸附近，但也分布於日本和堪察加附近。 其中一個最大的群落位於卑詩省的弗雷德里克島。 牠們在森林土壤中的樹根間、樹幹下或草叢中挖掘洞穴築巢，偶爾在岩石縫隙中築巢，並產下兩枚蛋（有時只產一枚）。牠們在夜間抵達和離開繁殖地，推測是為了減少捕食風險，或許也是出於同樣的原因，小鳥從未在巢中被餵食，而是在孵化後1-3天內被帶往海中。父母和幼鳥透過叫聲相互辨識，幼鳥從巢穴跑到海邊後，會透過叫聲找到父母，全家隨即游向大海。這個家庭會繼續遠離陸地，通常是在夜間，並會長途旅行，通常高達30 mi（48 km），至少持續十二個小時。之後，幼鳥會在海上由父母單獨餵養超過一個月。此物種在陸地上的停留時間比任何其他鳥類都少。

## 狀況與保育
扁嘴海雀被加拿大瀕危野生動物狀況委員會列為「特別關注」物種，因為在過去一個世紀裡，由於哺乳動物掠食者（例如19世紀探訪島嶼的船隻引入的老鼠）而使種群大幅減少。在某個島嶼上，繁殖對數從鼠患前的20萬對減少到21世紀的約1.4萬對。
2009年，加拿大公園局、海達族、島嶼保育組織和沿海保育組織啟動了一個為期五年的250萬美元「夜鳥歸巢」項目，旨在通過根除瓜伊哈納斯國家公園保留地和海達文物古蹟的老鼠來恢復海雀種群。為了成功，每一隻老鼠都需要被殺死，因為一隻懷孕的老鼠可以在1-2年內重新佔領整個島嶼。2011年，地面根除行動在阿里奇卡和比肖夫島實施。第二階段包括使用對老鼠有選擇吸引力的毒藥顆粒進行空中投放。這項行動於2013年秋季在默奇森島和法拉第島進行。在某個地區被宣布無鼠之前，需要持續監測兩年。